# От заката до рассвета (мультсериал)
«От заката до рассвета» (англ. From Dusk Till Dawn) — запланированный к съемкам мультипликационный фильм, по мотивам  «От заката до рассвета» Роберта Родригеса.

## Производство
Производство запущено 21 января 2021 года. Проект не будет повторять сюжет фильма, а станет продолжением телесериала, сюжет будет сосредоточен на истории Сантанико Пандемониум.